# 日本緩和医療学会
特定非営利活動法人日本緩和医療学会（にほんかんわいりょうがっかい、英語名 Japanese Society for Palliative Medicine (JSPM)）は、日本における緩和医療学に関する研究を行っている学術団体であり、会員数は2024年9月1日時点で約12,000名を超える日本の医学会の一つ。

## 概要
- がん医療を中心とした緩和医療の専門的発展のための研究・人材育成など幅広い活動を行っている。
- 会員数　12,168名　（2024年9月2日現在）[1]
- 内訳は以下の通りである
  - 医師 2,404名 (48.9%)6,532名（53.7%）
  - 歯科医師 35名（0.3%）
  - 看護師 4,193名（34.5%）
  - 薬剤師 827名（6.8%）
  - MSW 72名（0.6%）
  - リハビリテーション専門職 132名（1.1%）
  - 心理職 119名（1.0%）
  - その他 258名（2.1%）

## 総会
- 年1回学術大会が開催されている。
- 北海道、東北、関東・甲信越、東海・北陸、近畿、中国・四国、九州・沖縄の7支部で、それぞれ年1回地区学術集会が開催されている。

## 機関誌
- 「Palliative Care Research」（日本緩和医療学会誌 : オンライン・ジャーナル）

## 年会費
- 10,000円